# Paula Marshall
Paula Marshall est une actrice américaine née le 12 juin 1964 à Rockville, Maryland (États-Unis). Elle a épousé l'acteur Danny Nucci en 2003 avec qui elle a eu une fille.

## Filmographie

### Cinéma
- 1992 : Hellraiser 3 (Hellraiser III: Hell on Earth) : Terri
- 1993 : Warlock: The Armageddon : Samantha Ellison
- 1994 : The New Age : Alison Gale
- 1996 : La Couleur du destin (A Family Thing) : Karen
- 1997 : C'est ça l'amour ? (That Old Feeling) : Molly De Mora
- 1997 : A Gun, a Car, a Blonde : Deborah / Girl In Photograph
- 1998 : C'est pas mon jour ! (Thursday) : Christine
- 2003 : Treize à la douzaine (Cheaper by the Dozen) : Tina Shenk
- 2005 : Break a Leg : Alice
- 2007 : I Know Who Killed Me : Marnie Toland
- 2008 : Helping Hand : Michelle
- 2010 : Greetings: Julie
- 2010 : Miss Nobody : Cynthia Bardo
- 2015 : Père et Fille (Fathers and Daughters) de Gabriele Muccino : Laura Garner
- 2021 : Malignant de James Wan

### Télévision

#### Séries télévisées
- 1990 : The Flash : Iris West
- 1993 : Seinfeld : Sharon (saison 4, épisode 16)
- 1994 : Wild Oats (en) : Shelly Thomas
- 1997 : Nés à Chicago (Chicago Sons) : Lindsay Sutton
- 1997 : Spin City : Laurie (saison 2)
- 1998-1999 : Love Therapy (Cupid) : Dr Claire Allen
- 1999 : Snoops (en) : Dana Plant
- 2002 : Pour le meilleur et pour le pire (Hidden Hills) : Dr Janine Barber
- 2004 : Cooking Lessons
- 2004-2006 : Veronica Mars : Rebecca James (4 épisodes)
- 2008-2010 : La Nouvelle Vie de Gary : Allison Brooks
- 2007-2008 : Nip/Tuck : Kate Tinsley (saison 5)
- 2007-2008 : Californication : Sonja
- 2011 : Dr House : Julia Cuddy (saison 7)
- 2011 : Friends with Benefits : Claire Prater (saison 1, épisode 9)
- 2013 : Mon oncle Charlie : Paula (saison 11, épisodes 9 & 10)
- 2016 : New York, unité spéciale : Laura Collett (saison 18, épisode 3)
- 2019-en cours : Euphoria : Marsha Jacobs
- 2024 : Chicago Med : Leanne Archer (saison 9, épisode 2)

#### Téléfilms
- 1993 : Nurses on the Line: The Crash of Flight 7 : Jill Houston
- 1993 : Full Eclipse : Liza
- 1993 : Perry Mason : Les Dames de cœur (A Perry Mason Mystery: The Case of the Wicked Wives) : Margo / Debra Walters
- 1995 : W.E.I.R.D. World : Dr Abby O'Reardon
- 2001 : Second to None
- 2003 : Alligator Point : Emma
- 2018 : Mon fils, harcelé jusqu'à la mort (Conrad & Michelle: If Words Could Kill) : Lynn Roy

## Voix françaises
- Marine Jolivet dans :
  - Snoops (1999)
  - Veronica Mars (2004-2006)
  - Shark (2008)
  - First Murder (2014)
  - Major Crimes (2014)
  - Gortimer Gibbon's Life on Normal Street (2014-2015)
  - New York, unité spéciale (2016)

- Danièle Douet dans :
  - Love Therapy (1998-1999)
  - Mon ex, mon coloc et moi (2000-2001)
  - Treize à la douzaine (2003)

- Laura Blanc dans :
  - Nip/Tuck (2007-2008)
  - Californication (2007-2008)

- Dorothée Jemma dans :
  - Spin City (1997-1998)
  - Mon oncle Charlie (2013)

- Véronique Alycia dans Pour le meilleur et pour le pire (2002-2003)
- Juliette Degenne dans Père et Fille (2015)
- Delphine Braillon dans Malignant (2021)
- Patricia Spehar dans Euphoria (2019-2022)